# Mirko Amon
Mirko Amon, slovenski košarkar, * 1930, † november 2020.
Trener Miloš Kosec ga je na gimnaziji preusmeril v košarko. Igral je za KK Železničar Ljubljana, s katerim je leta 1948 postal jugoslovanski pokalni prvak, leta 1950 pa zasedel tretje mesto v jugoslovanskem prvenstvu, v katerem je je bil sam tretji strelec z 268-imi točkami oz. 14,9 na tekmo. Kot prvi slovenski košarkar je nastopil v jugoslovanski košarkarske reprezentanci na svetovnem prvenstvu leta 1950.